# Sándor Hevesi
Sándor Hevesi (nume original: Sándor Hoffman) (n. 3 mai 1873, Nagykanizsa, Comitatul Zala, Ungaria – d. 8 septembrie 1939, Budapesta, Regatul Ungariei) a fost un dramaturg, scriitor, traducător, critic literar, regizor și director de teatru maghiar.

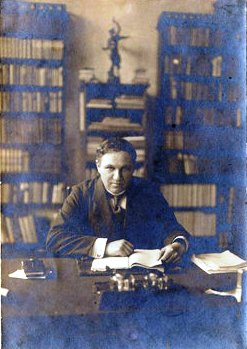
Sándor Hevesi (1910)

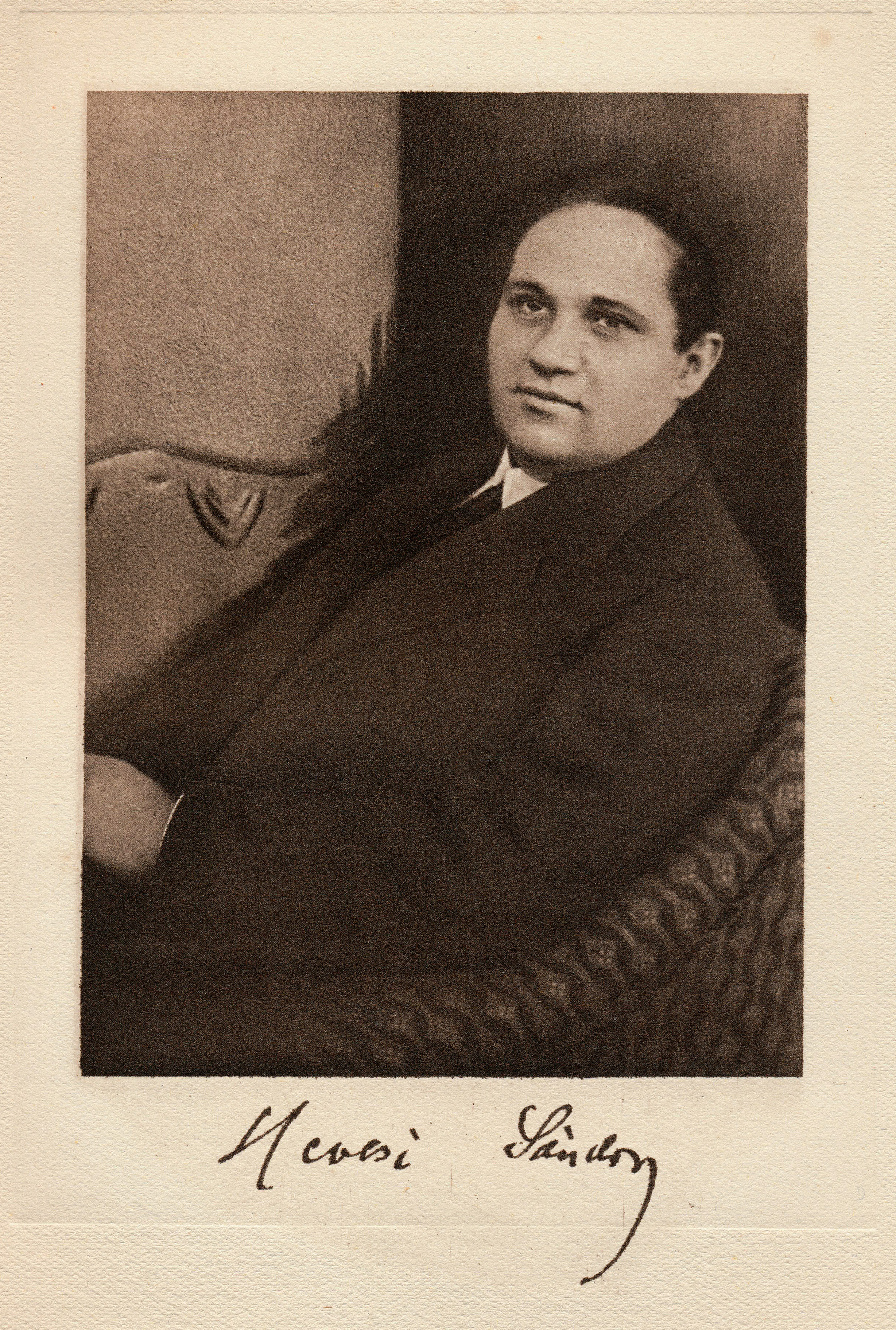
Portretul și semnătura lui Sándor Hevesi

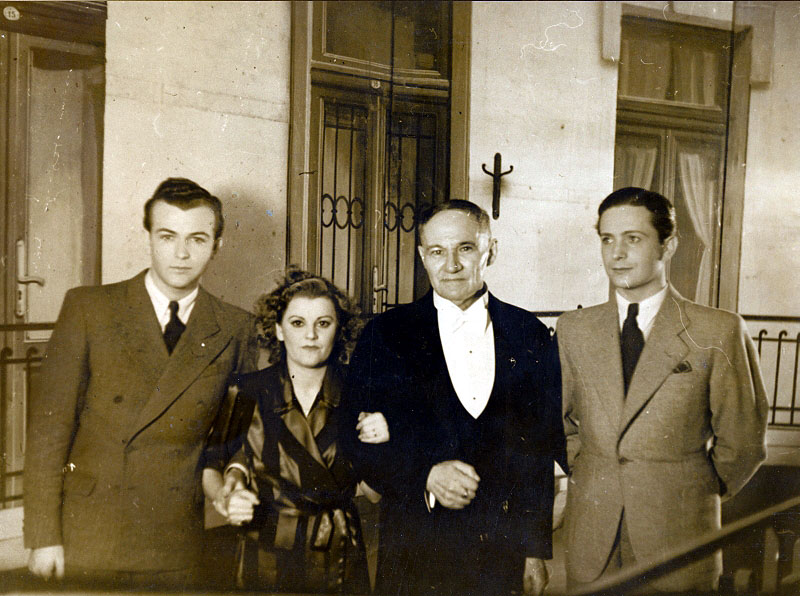
A bűvészinas împreună cu câțiva actori după reprezentația uneia dintre ultimele sale piese, A bűvészinas (1938), la Teatrul Belváros. În imagine apar Rudolf Somogyvári (pianistul Viktor Récsey), Ida Turay (Marianne), Sándor Hevesi (autorul piesei) și László Szilassy (jurnalistul Pál Kemény).

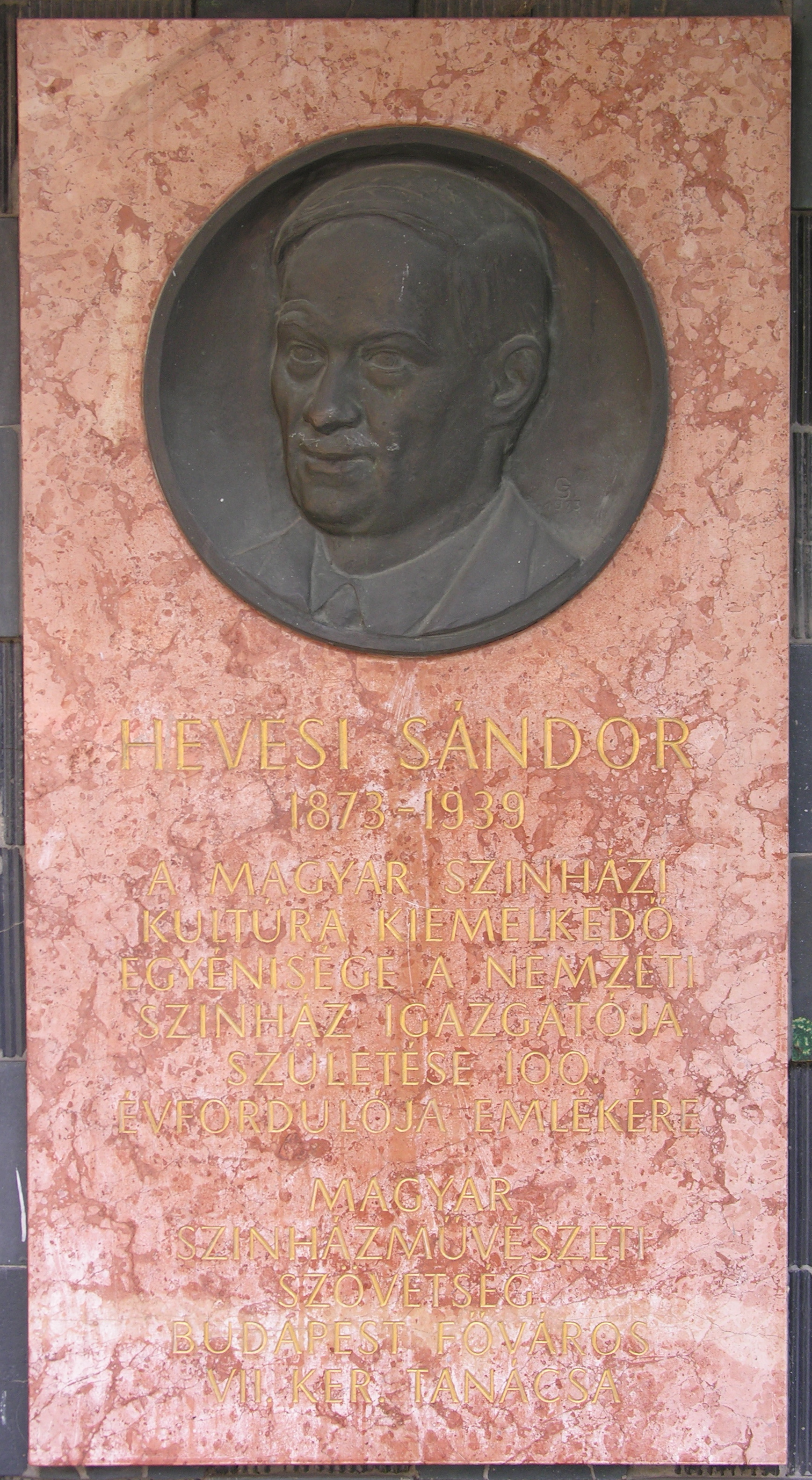
Placă în memoria lui Sándor Hevesi pe peretele unei clădiri din sectorul VII al Budapestei

## Biografie

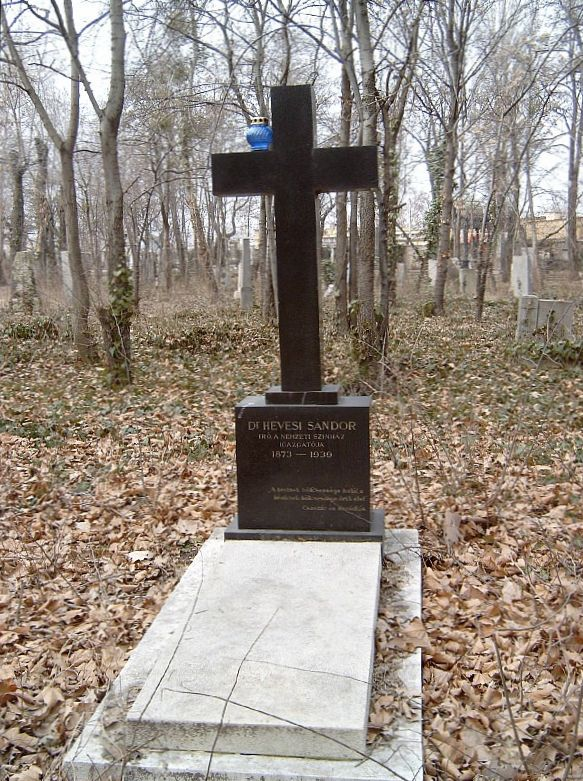
Mormântul lui Sándor Hevesi. Cimitirul Kerepesi: 41/1-1-23.

A urmat studii juridice și a obținut doctorate în drept și filozofie la ELTE.
Între anii 1892 și 1906 a fost colaborator al ziarului Magyar Szemle. În 1901 a fost angajat regizor la Teatrul Național din Budapesta, cu sprijinul lui László Beöthy. Între anii 1904 și 1908 a fost unul dintre regizorii Companiei Thália, pe care o fondase, iar în perioada 1907-1908 a fost regizor șef al Népszínház. A lucrat apoi la Teatrul Național din Budapesta: ca regizor (din 1908), ca regizor șef (din 1922) și ca director (în perioada 1923-1932). Începând din 1912 a fost regizor-șef al Operei Maghiare. În 1923 a fost numit membru pe viață al Teatrului Național, iar în 1926 a devenit membru al Societății Kisfaludy. În perioada 1927-1932 a fost profesor la Academia de Artă Dramatică din Budapesta. În 1929 a ținut prelegeri despre literatura maghiară și William Shakespeare la Universitatea din Londra. Din 1933 până la moartea sa a lucrat la Teatrul Maghiar din Pesta. O școală primară din Nagykanizsa poartă numele Sándor Hevesi.

## Activitatea teatrală

### Regizor
- Imre Madách: Tragedia omului
- William Shakespeare: Antoniu și Cleopatra
- William Shakespeare: Hamlet
- Mozart: Flautul fermecat
- József Katona: Banul Bánk
- Klabund: A krétakör
- Zsigmond Móricz: Nu pot să trăiesc fără muzică
- Ernő Szép: Azra
- Lavery: Az úr katonái
- Jenő Heltai: A néma levente
- William Shakespeare: Richard al III-lea
- Géza Voinovich: Pasiune maghiară (1931)
- Ferenc Molnár: Norul alb (1916)

### Autor de dramatizări
- Házi tündér (1945)
- A Pál utcai fiúk (1946, 1959, 1995)
- A kőszívű ember fiai (1952, 1961, 1963, 1970, 1993, 1998)
- Pathelin mester (1958) (fordító is)
- Fekete gyémántok (1961)
- Az Aranyember (2001)

### Traducător
- Shaw: The Shewing-Up of Blanco Posnet (1945, 1963)
- Shaw: Sfânta Ioana (1945, 1955-1958, 1963)
- Molière: Avarul (1945, 1951, 1993)
- Shaw: Pygmalion (1946-1947)
- Shaw: Prea adevărat ca să fie frumos (1946)
- Bretzner: Szöktetés a szerájból (1947, 1950, 1957, 1960-1962, 1968, 1975-1977, 1979-1980, 1987, 2003)
- Molière: Prețioasele ridicole (1947, 1950)
- Shaw: Om și supraom (1948)
- Cammarano: Trubadurul (1948, 1951, 1954, 1961-1963, 1966, 1970, 1972-1974, 1979, 1985, 1991, 1995)
- Shaw: The Shewing-Up of Blanco Posnet (1948)
- Wilde: Soțul ideal (1949, 1981)
- Gogol: Leánynézőbe (1950-1952)
- Molière: Vicleniile lui Scapin (1951, 1984)
- Molière: Furfangos fickó (1953)
- Beaumarchais: Bărbierul din Sevilla (1953-1956, 1958, 1961-1962, 1986, 1990, 1994)
- Molière: Georges Dandin (1954-1955)
- Shaw: Cezar și Cleopatra (1955, 1966)
- Carlo Goldoni: Hangița (1955, 1961)
- Shaw: Fekete papagáj (1957)
- Sardou-Najac: Divorț (1957-1959, 1961, 1965, 1977)
- Wilde: Ce înseamnă să fii onest  (1959-1960, 1965, 1968, 1970-1972, 1976, 1985-1986, 1995, 2000, 2003)
- Wilde: Lady Windermere și evantaiul ei (1959)
- William Shakespeare: Nevestele vesele din Windsor (1961)
- Shaw: A cárnő (1966)
- Shaw: Omul destinului (1972)
- Shaw: Înapoi la Matusalem (1982)
- Shaw: Segítség! Orvos! (1992)
- Lavery: Az úr katonái (1995, 1998)
- Shaw: Candida (1998)

## Piese de teatru
- Ámor játékai
- Az új földesúr
- Egy magyar nábob
- Régi jó világ
- Az apja fia (dramă, 1912)
- A Madonna rózsája (1915)
- A hadifogoly (1917)
- Görögtűz (comedie, 1918)
- Császár és komédiás (1919)
- 1514 (1921)
- Elzevir (comedie, 1925)
- Az Amazon (comedie, 1928)
- A bűvészinas (1938)

## Lucrări cu caracter științific
- Dráma és színpad (studii, 1896)
- A színjátszás művészete (1908)
- Az előadás művészete (1908)
- Mozart (1917)
- Az igazi Shakespeare és egyéb kérdések (1919)
- Shaw-breviarium (1922)
- Színház (1938)
- A drámaírás iskolája (studii, 1961)
- Amit Shakespeare álmodott (1964)
- Az előadás, a színjátszás, a rendezés művészete (1965)

## Scenarii de filme
- Mire megvénülünk (1917)
- Petőfi (1922)
- Az aranyember (1936)